# Reidemeisterhaus Voswinkel

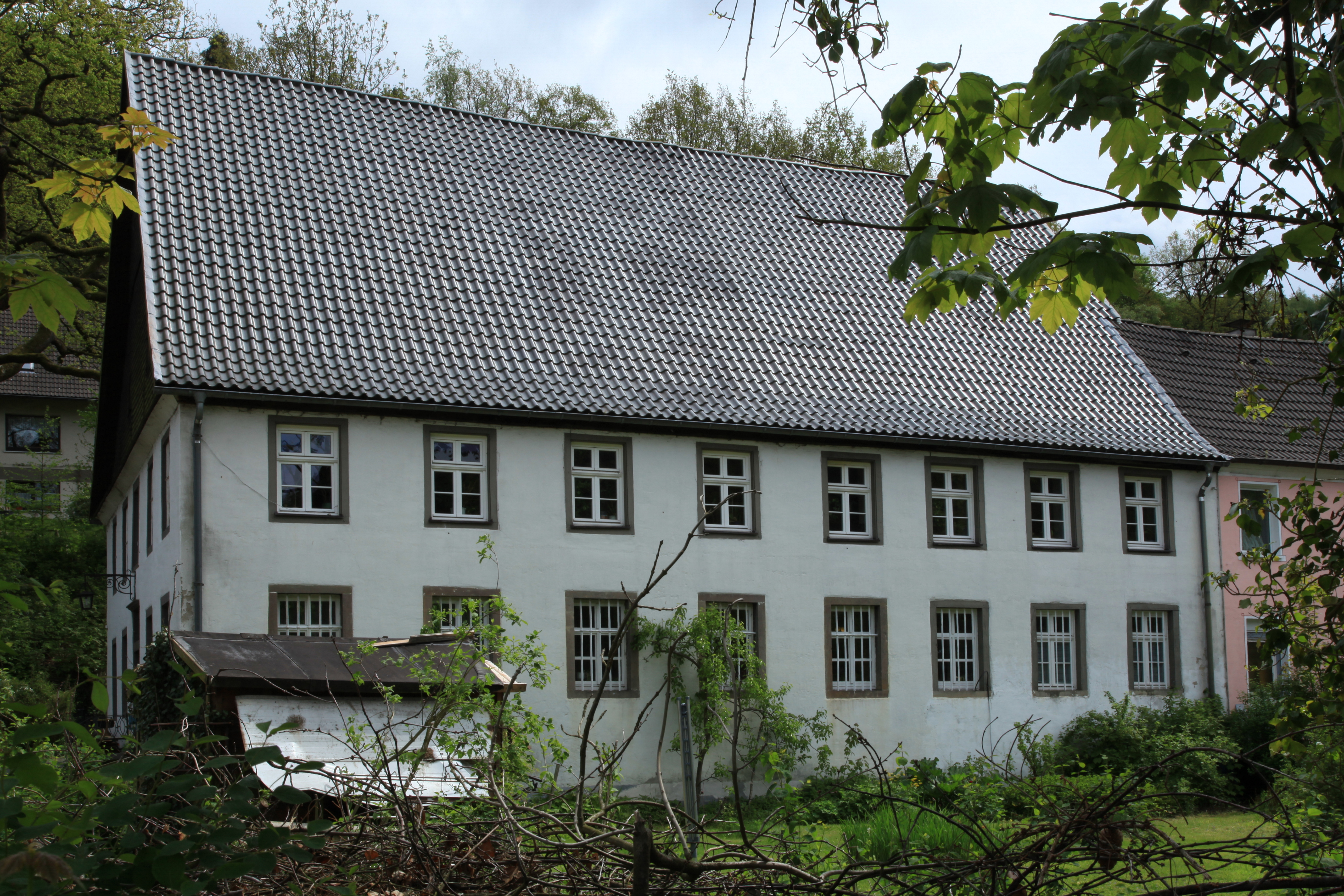
Kierspe – Jubachweg – Reidemeisterhaus Voswinkel

Reidemeisterhaus Voswinkel ist ein Baudenkmal und Technisches Denkmal in Kierspe (Märkischer Kreis) aus dem Jahr 1784.

## Lage
Das Reidemeisterhaus liegt in Kierspe-Vollme, Jubachweg 4. Hier ist es am Abzweig der Zufahrt zur Jubachtalsperre zu finden, auf einem tiefen Gartengrundstück an der im Volmetal verlaufenden Bundesstraße 54.

## Gebäudebeschreibung

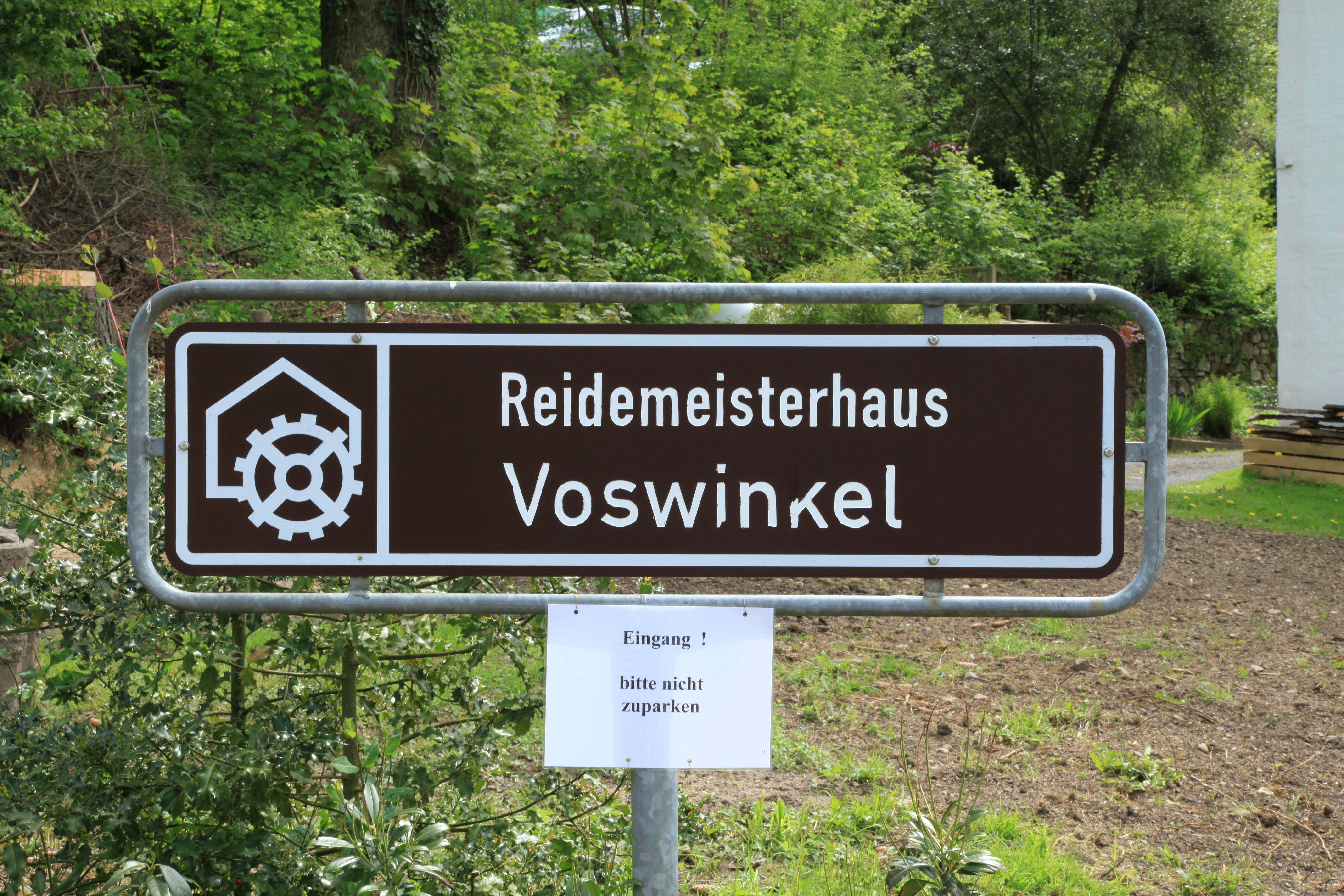
Reidemeisterhaus Voswinkel

Das Haus ist ein herrschaftliches, traditionsreiches, frühklassizistisches Satteldachgiebelhaus aus Bruchstein als Putzbau, dessen Fassade zweigeschossig zu fünf Achsen mit einem Mitteleingang gegliedert ist. Die Traufseite ist von erheblicher Länge und in acht Achsen gegliedert. Die Fenster sind in Sandsteingestellen und teilweise vergittert. Dem rückwärtigen Giebel ist ein vier Achsen tiefer Anbau vorgesetzt. Das auf der Hauptfassade liegende Oberlichtportal bildet mit einer geradläufigen, reichen Freitreppe eine gestalterische Einheit. Hier sind schlichte Sitzbänke eingefügt. Das Oberlicht des 1784 bezeichneten Portals ist dem Stil der Zeit entsprechend mit reichen Rocaillen geziert.
Es ist seit dem 6. März 1985 in die Liste der Baudenkmäler in Kierspe aufgenommen und dort unter der laufenden Nummer 5 geführt. Zudem gehört es zu den Technischen Denkmälern im Märkischen Kreis.

## Geschichte
Das Reidemeisterhaus wurde in den Jahren 1782 bis 1784 erbaut. Der Bauherr war der Osemund-Reidemeister Johann Peter Bredenbach. Am 25. Mai 1745 wurde er in Vollme geboren. Seine Eltern waren der Reidemeister Johann Hermann Bredenbach und Maria Catharina geb. Funcke, vom Immelscheid gebürtig.
Johann Peter Breidenbach besaß auf der Vollme das sogenannte „Oberste Gut“, den halben Braker Kotten und den halben Wilmersberg, das Funcken-Gut auf dem Immelscheid und den dazugehörenden Grünenschlader Kotten, im Dorfe Kierspe den sogenannten Schmidts-Kotten. Er war am Vollmer- und am Hasendenner Osemundhammer zur Hälfte beteiligt. Außerdem besaß er 7/24 der Sankeler Mahlmühle.
Das Haus ist 19 Meter lang und 13 Meter breit sowie 13 Meter hoch. Es ist dem sächsisch-sauerländischen Bauernhaus nachgebaut. Mensch und Tier lebten unter einem Dach. Der Wohnteil ist größer und vom Stallteil durch eine dicke Brandmauer getrennt. Am Ende des Wohntraktes lag die offene Feuerstelle. An der linken Konsole des Rauchfanges ist das Bredenbach’sche Wappen angebracht, die Frauenseite ist leer. Der Bauherr war Junggeselle und hatte nicht lange Freude an seinem Haus. Er starb am 16. Mai 1788 ohne Leibeserben. Den Vollmer Besitz kaufte der Bruder Christophel Johann Hermann Bredenbach für 6000 Reichstaler von seinen Miterben. 3000 Reichstaler lieh er sich bei seinem Vetter, Johann Peter Funcke aus Lüdenscheid. Seine jüngste Tochter Maria Elisabeth Bredenbach, die Erbin des Hauses, heiratete am 24. August 1806 den Reidemeister Friedrich Theodor (I.) Voswinkel.

## Standuhr
Eine alte, bergische Standuhr aus dem Jahre 1795 steht seit August 2011 im Esszimmer des Reidemeisterhauses. Sie stand bis 1975 in der Küche des Hauses und wurde nach kurzen Restaurierungsversuchen auf dem Dachboden des Hauses abgestellt. Dort wurde sie 2010 wiedergefunden. Die Uhr war von Holzwürmern befallen und die Glocke gesprungen. Mithilfe eines Möbelrestaurators wurde der Wert der Uhr erkannt. Im Zuge der Restaurierung wurden auch Gehäuse, Uhrwerk und die Tür des Zifferblattes erneuert. Da das Originalzifferblatt der Uhr aus Porzellan verschollen ist, verfügt sie über ein einfacheres Zifferblatt aus weiß lackiertem Aluminium.